# Mai Chao
Dans ce nom, le nom de famille, Mai, précède le nom personnel.
Mai Chao est un footballeur chinois né le 3 mai 1964. Il était milieu de terrain.

## Carrière
- 1981-1995 : Guangzhou Evergrande ( Chine)